# Lachnaeus
Lachnaéus — рід жуків родини Довгоносики (Curculionidae).

## Зовнішній вигляд
До цього роду відносяться дрібні жуки, довжина їхнього тіла становить 2.5-5 мм. Основні ознаки:
- увесь верх тіла й ноги вкриті не лише короткими волосками, що прилягають, а ще й довгими волосками, які стирчать;
- голова трохи ширша за свою довжину, очі не опуклі, конічно звужені донизу;
- головотрубка в 2-2.5 рази довша за свою ширину, не звужена до вершини;
- Вусики прикріплені біля вершини головотрубки, їх булава різко відокремлена від джгутика;
- ширина передньоспинки трохи більша за її довжину;
- надкрила не більше, ніж у 1.5 рази довші від сумарної ширини у плечах, вкриті рівними крапковими рядами із пласкими проміжками між ними;
- лапки з трохи розширеним 3-м члеником, знизу неповністю вкриті губчастими підошвами та пучками коротких щетинок, останній членик лапок майже рівний у довжину попереднім членикам, узятим разом.

## Спосіб життя
Подібний до способу життя видів роду Larinus. Рослинами-господарями слугують різні види з роду Оман (Inula) з родини айстрових. Імаго живляться зеленими частинами рослин, яйця відкладаються по одному у суцвіття-кошики, які ще не розкрилися. Личинки живляться незрілими сім'янками і заляльковуються у камері з досить міцними стінками. В одному кошику можуть завершити розвиток до 5-6 личинок
.

## Географічне поширення
Ареал роду охоплює весь Південь Палеарктики (див. нижче).

## Класифікація
Описано три види цього роду. Один з них мешкає в Україні і у переліку позначений кольором :
- Lachnaeus bidentatus Pic, 1910 — Єгипет
- Lachnaeus crinitus  Schönherr, 1826 — Закавказзя, Південна Європа, включаючи Україну, Туреччина, Сирія, Арабські Емірати, Киргизстан, Казахстан, Монголія, Північно-Західний Китай
- Lachnaeus horridus  Reitter, 1890 — Молдова, Закавказзя, Туреччина, Середня Азія,